# Idaea obliquilinea
Idaea obliquilinea là một loài bướm đêm trong họ Geometridae.